# 391
391（三百九十一、さんびゃくきゅうじゅういち）は自然数、また整数において、390の次で392の前の数である。

## 性質
- 391は合成数であり、約数は 1, 17, 23, 391 である。
  - 約数の和は432。
- 391 = 17 × 23 
  - 3 + 9 + 1 = 1 + 7 + 2 + 3 より17番目のスミス数である。1つ前は382、次は438。
  - 122番目の半素数である。1つ前は386、次は393。
- 各位の和が13になる30番目の数である。1つ前は382、次は409。
- 391 = 73 + 72 − 1
  - n = 7 のときの n3 + n2 − 1 の値とみたとき1つ前は251、次は575。(オンライン整数列大辞典の数列 A003777)
- 391 = 2 × 142 − 1
  - x = 14 のときの チェビシェフ多項式T2(x) = 2x2 − 1 の値とみたとき1つ前は337、次は449。(オンライン整数列大辞典の数列 A056220)
- 391 = 202 − 9
  - n = 20 のときの n2 − 9 の値とみたとき1つ前は352、次は432。(オンライン整数列大辞典の数列 A028560)

## その他 391 に関連すること
- 国鉄キハ391系気動車は、日本国有鉄道の試験用気動車。
- 全日空391便函館空港着陸失敗事故は、2002年（平成14年）におきた航空事故。
- ヘンリー(USS Henley, DD-391)は、アメリカ海軍の駆逐艦。
- チャンバース(USS Chambers, DE-391)は、アメリカ海軍の護衛駆逐艦。
- ポンフレット(USS Pomfret, SS-391)は、アメリカ海軍の潜水艦。